# 149-es busz (Budapest)

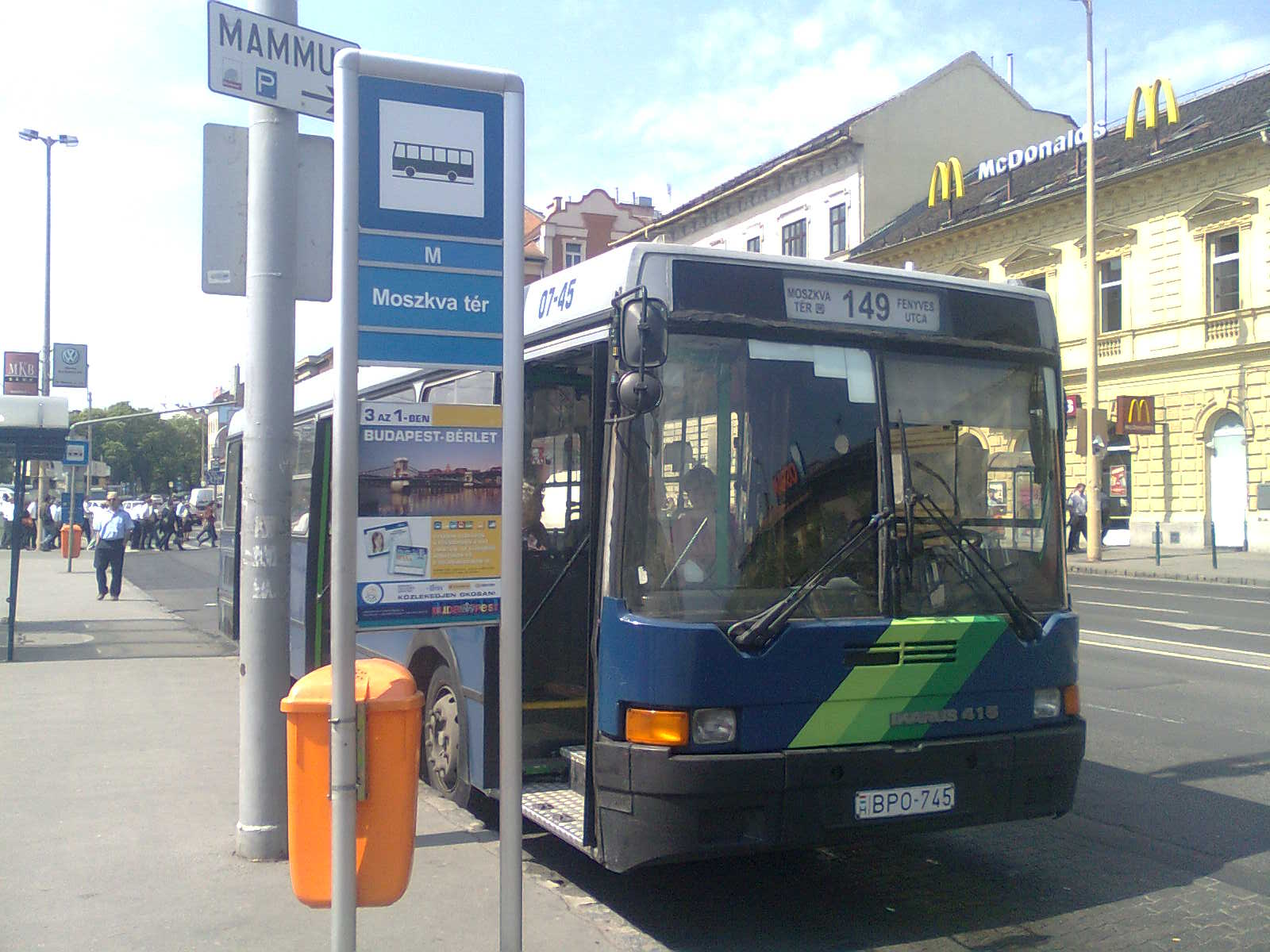
Korábban Ikarus 415-ösök is közlekedtek a vonalon

A budapesti 149-es jelzésű autóbusz a Széll Kálmán tér és a II. kerületi Fenyves utca között közlekedik. A vonalat a Budapesti Közlekedési Zrt. üzemelteti. A járműveket a Kelenföldi és az Óbudai autóbuszgarázs állítja ki.

## Története
A 149-es busz 2008. augusztus 21-én indult a korábbi 49-es buszok helyett, változatlan útvonalon. Üzemideje a metróhoz igazodva bővült, ám egyes időszakokban ritkították. A vonalon 2013. január 19-én bevezették az első ajtós felszállási rendet.

## Útvonala
| Fenyves utca felé |
| Széll Kálmán tér M vá. – Margit körút – Dékán utca – Retek utca – Fillér utca – Bimbó út – Fenyves utca vá.                                                                                          |
| Széll Kálmán tér felé |
| Fenyves utca vá. – Bimbó út – Gábor Áron utca – Lóczy Lajos utca – Hankóczy Jenő utca – Ruszti út – Fillér utca – Retek utca – Dékán utca – Margit körút – Széll Kálmán tér – Széll Kálmán tér M vá. |

## Megállóhelyei
| 0  | Széll Kálmán tér M végállomás                    | 11 | 4, 6, 17, 56, 56A, 59, 59A, 59B, 61 5, 16, 16A, 21, 21A, 22, 22A, 39, 91, 102, 116, 128, 129, 139, 140, 140A, 155, 156, 221, 222 781, 782, 783, 784, 785, 786, 787, 789, 791, 793, 794, 795 |
| 1  | Fény utcai piac                                  | 9  | 116 |
| 2  | Ezredes utca                                     | 8  | |
| 3  | Garas utca                                       | 7  | |
| 4  | Rókushegyi lépcső (↓) Lorántffy Zsuzsanna út (↑) | 6  | |
| 5  | Gondozási Központ                                | 6  | |
| 6  | Balogvár utca (↓) Ruszti út (↑)                  | 5  | |
| 7  | Detrekő utca                                     | ∫  | |
| ∫  | Zilah utca                                       | 4  | |
| ∫  | Hankóczy Jenő utca                               | 3  | |
| 8  | Gábor Áron utca (↓) Lóczy Lajos utca (↑)         | 2  | 91, 291 |
| 10 | Tüske utca (↓) Bimbó köz (↑)                     | 0  | |
| 11 | Fenyves utca végállomás                          | 0  | |